# Tabasz megye

Dél-Horászán tartomány megyéinek elhelyezkedése

Tabasz megye (perzsa nyelven: شهرستان طبس) Irán Dél-Horászán tartományának nyugati elhelyezkedésű megyéje az ország keleti részén. Dél-Horászán tartomány legnagyobb területű megyéje. Keleten Bosruje megye, Szaráján megye és Huszf megye, délnyugaton pedig a Jazd tartományban lévő Ardakán megye határolja, míg nyugatról és északnyugatról Iszfahán tartományban lévő Hur és Bijábának megyével határos. Székhelye a 35 000 fős Tabasz városa. Összesen három város tartozik a megyéhez: Tabasz, a megye székhelye, Dejhuk, illetve Eskábád. A megye lakossága 63 047 fő. A megye három kerületet foglal magába, amely a Központi kerület, Dasztgerdán kerület és Dejhuk kerület.

## Népesség
| 2016 | 72 617 |

## Fordítás
- Ez a szócikk részben vagy egészben  a   Tabas County című angol Wikipédia-szócikk ezen változatának fordításán alapul.  Az eredeti cikk szerkesztőit annak laptörténete sorolja fel. Ez a jelzés csupán a megfogalmazás eredetét és a szerzői jogokat jelzi, nem szolgál a cikkben szereplő információk forrásmegjelöléseként.